# Techniques de badminton
 (novembre 2013).
Si vous disposez d'ouvrages ou d'articles de référence ou si vous connaissez des sites web de qualité traitant du thème abordé ici, merci de compléter l'article en donnant les références utiles à sa vérifiabilité et en les liant à la section « Notes et références ».
Pour un article plus général, voir Badminton.
Cet article expose plusieurs techniques de badminton.
Ces techniques peuvent être classées selon différentes caractéristiques (position de la main, partie de court visée, trajectoire du volant) mais le plus simple et le plus important est fonction de l'endroit du court où le coup est exécuté (fond de court, filet, mi-court).
Sans oublier le service, qui est une technique à lui seul, avec plusieurs variantes possibles.

## Service
Il existe trois grands types de service au badminton.

### Le service court
Le plus courant est de le faire en revers. Posture du serveur : face au filet, jambe côté raquette à l’avant, coude levé à l’avant du corps. On pousse légèrement le volant pour lui permettre de raser le filet. L’objectif de ce service est d’empêcher l’adversaire d’attaquer et d’éventuellement de l’amener à lever le volant afin de prendre l’avantage dès le premier coup de raquette.
Toutefois, on peut aussi servir court en coup droit, la raquette armée en arrière, presque à la verticale.
Le service court est plus utilisé en double qu’en simple.

### Le service long
L’objectif de ce type de service est de repousser l’adversaire au fond de son terrain mais sans toutefois lui donner l’occasion d’attaquer. Le service long idéal retombe verticalement à la limite de la ligne de fond, car un volant tombant verticalement est plus difficile à renvoyer pour la raison qu’il faut lui imprimer la force horizontale qu’il a perdue.
Position du serveur : Le serveur se place proche du T. Posture du serveur : Le serveur est de profil par rapport au filet, la jambe côté raquette est en arrière, le poids du corps est sur la jambe arrière. Le joueur transfère le poids du corps de l’arrière en avant et exécute en même temps un mouvement du rotation du buste, un balancer du bras puis fini par une rotation de l'avant bras. La combinaison de ces actions permet d'imprimer davantage de puissance au volant. Il faut prendre le volant le plus bas possible. À haut niveau le service long est plus fréquent chez les femmes que chez les hommes.

### Le service «flick»
Le service flick idéal cherche à atteindre l’adversaire au visage avec le volant, avec une trajectoire très tendue. Il a pour but de surprendre l’adversaire, qui s’attend à un service court et est proche du filet, et est principalement utilisé en double.

## Les frappes de fond de court
On peut distinguer le dégagement, l'amorti, le smash. L'exécution est différente selon que ces coups sont réalisés en coup droit ou en revers.

### En coup droit
La préparation du coup droit de fond de court est la suivante : la raquette est fermement tenue en bas du manche, le joueur se place dans la mesure du possible derrière le volant afin de le frapper haut et devant soi. Le corps est de profil -, la jambe côté raquette en arrière, le pied arrière parallèle à la ligne de fond de court. Les bras et la raquette forment un triangle au-dessus de la tête, le bras raquette en arrière et les deux coudes à hauteur des épaules.

### Le dégagement
On distingue deux types de dégagements : 
Le dégagement offensif
Il consiste à renvoyer le volant avec une trajectoire en cloche suffisamment dosée pour prendre du temps à l'adversaire.
Croisé ou long de ligne, il permet d’ouvrir le demi terrain adverse permettant ainsi de le déborder. C’est un coup qui est utilisé non pas pour se replacer, mais pour reprendre l’avantage dans l’échange.
Le plan de frappe se situe à l’instant où le tamis est à la verticale pour favoriser une trajectoire plane.
Le dégagement défensif
Il consiste à renvoyer le volant en hauteur au-dessus de l’adversaire, le plus au fond possible du court.
Croisé ou long de ligne, l’objectif est de ralentir le jeu ce qui permet au joueur de se replacer, très efficace s'il est malmené pendant l’échange.
Le plan de frappe se situe à l’instant où le tamis est légèrement avant la verticale pour favoriser une trajectoire en cloche.

#### Le smash
C’est un mouvement offensif qui a pour objectif de finir le point  en faisant en sorte que le volant pique vers le sol. La différence avec les autres coups se fait au niveau du plan de frappe. Celui-ci est plus avancé pour faciliter la trajectoire descendante du volant. Le transfert du poids du corps se fait vers l’avant (bascule de la jambe et du haut du corps), ainsi la reprise d’appui après la frappe est facilitée. Le smash s'exécute souvent avec une prise marteau.

#### L'amorti de fond de court en coup droit
C’est un coup relativement lent qui, si l'on ne s'entraîne pas de façon spécifique, donnera de nombreuses possibilités à l'adversaire de prendre l'avantage au filet. Pour le réaliser, le point d'impact tamis-volant doit se situer devant le corps afin d'imprimer naturellement une trajectoire descendante au volant. De plus, au niveau technique, le principe est d'avoir la même préparation que pour faire un smash ou un dégagement afin de ne donner aucune information à l'adversaire. Seule la phase de frappe diffère des autres coups : le mouvement du bras doit être ralenti et doit accompagner le volant dans sa trajectoire descendante, cherchant bien sûr à raser le filet pour faire perdre un maximum de temps à l'adversaire.

#### Le slice
Ce coup est un coup dont la préparation est la même que les autres coups de fond de court permettant de suite une frappe imprévisible. C’est un coup masqué. Il consiste à diminuer le rendement du tamis tout en gardant la même vitesse de frappe. Pour réaliser ce coup on va plutôt chercher à frotter le volant latéralement.

#### Le reverse slice
Comme pour le slice, le reverse slice est une feinte. Pour cela on prend la prise universelle légèrement tournée dans le sens des aiguilles d'une montre. La tête de raquette doit avoir la même vitesse que pour la réalisation d'un smash. Le fait de réaliser une pronation de l'avant bras au dernier moment masque le coup et feinte l'adversaire. Le but étant de trouver une zone courte du terrain en général croisée.

### En revers
Pour la préparation du revers de fond de court le joueur doit se tourner pour être dos au filet. Le coude est haut, le pouce se trouve alors sur le côté plat du manche, l'action de frappe se fera grâce à une rotation de l'avant bras. Cette frappe oblige une expérimentation du joueur.

#### Le dégagement revers de fond de court
C’est l'un des coups de base les plus difficiles à réaliser au badminton. L'amorti revers à la même préparation que le dégagement et le smash revers, c'est pourquoi, bien maîtrisé, il peut être une arme redoutable bien qu'étant dans la plupart des cas un coup défensif.
Pour exécuter un revers en fond de court, il faut essayer de frapper le volant le plus haut possible. Idéalement, le point d'impact raquette-volant se situera au-dessus de l'épaule côté raquette. Cependant, en condition de jeu, ce sera rarement le cas puisque dans ce cas on effectuera plutôt un coup droit.
Au niveau gestuel, il n'est pas possible, comme en coup droit, de réaliser une rotation pour mettre le poids du corps dans le volant. Le coup devra donc être réalisé uniquement avec le bras. La frappe se réalisera donc par un mouvement de supination de l'avant bras.
Il est important que, lorsque la raquette touche le volant, le coude soit fixé afin de ne pas perdre l'énergie apportée par le mouvement de supination de l'avant-bras. Lors de la frappe, le corps est équilibré en appui sur la jambe droite.
Enfin, pour l'amorti de revers, et contrairement au revers dégagé, le tamis doit être vertical ou légèrement incliné vers le bas au moment de l'impact raquette-volant.

#### L'amorti-revers
Le coup est identique au dégagement. Simplement le joueur doit doser la frappe pour que le volant finisse derrière le filet.

#### Le smash en revers
Le placement s'effectue dos au filet avec le pied du côté de la raquette plus reculé que l'autre. Il faut lever le coude, ne jamais quitter le volant des yeux, tendre le bras au moment de la frappe et rajouter un léger coup de poignet pour plus de précision et de puissance. Pour favoriser le replacement, on pivote légèrement les épaules au moment de la frappe afin de pouvoir se retourner rapidement et avoir une reprise d'appui rapide. Pour réussir ce coup très technique, il est essentiel d’être réactif et de maîtriser le dégagement revers.

## Les coups au filet

### Placement
Le placement du joueur est à peu près similaire pour toutes les frappes, c’est-à-dire : « jambe-raquette » devant, raquette à hauteur du filet, et haut du corps gainé.

#### Contre-amorti droit
Le bras du joueur est allongé, son genou est fléchi et son pied avant est dans l’axe du déplacement. Il doit y avoir un angle entre l’avant-bras et la raquette.

#### Contre-amorti croisé
Le tamis est orienté vers le poteau opposé, il est vertical par rapport au filet. L’avant-bras du joueur fait une rotation.

#### Lift
C’est un coup défensif. On l’utilise pour se donner du temps dans une situation difficile grâce à une trajectoire en cloche. Lors du point d’impact, la raquette est perpendiculaire au filet.

#### Lob
C’est un coup offensif. Son but est de dépasser l’adversaire en mettant le volant derrière lui sur la ligne de fond de court. La trajectoire du volant est basse et juste au-dessus du niveau d’interception de l’adversaire. Pour cela, lors du point d’impact, la raquette est presque perpendiculaire au filet.

#### Brush
Le brush se réalise lorsque le volant est légèrement au-dessus du filet. La raquette est parallèle au filet pour accélérer le volant. Le mouvement va de l’extérieur vers l’intérieur du terrain.
Le but est de contrer le volant au niveau du haut du filet avec une trajectoire descendante rapide.

#### Rush
Il se réalise lorsque le volant rase le filet. La raquette est parallèle au filet pour accélérer le volant. Le mouvement va de l’arrière vers l'avant le plus souvent seulement avec les doigts.
Le but est de renvoyer le volant rapidement chez l'adversaire soit pour le prendre par surprise soit pour le mettre loin du volant latéralement (équivalent du drive mais au filet).

#### Kill
C’est une frappe très similaire au rush mais il est réalisé lorsque le volant est nettement au-dessus du filet. Il s’agit d’une frappe-rebond (tête de raquette qui remonte très rapidement après l’impact). Le but de cette frappe est donc d’être décisif.

#### Spin in et out
Le spin in et out sont deux techniques utilisées lors d'un contre amorti.
Ces deux coups consistent à faire "tournoyer" le volant en le frottant sur la raquette. Pour ne pas frapper dans les plumes du volant (et donc ne pas le contrôler) l'adversaire doit attendre que le volant se soit stabilisé. À cause de ce retard, le retour de ces frappes se fait assez bas ce qui permet de mettre l'adversaire en difficulté et de se trouver donc en position de force, au filet, si bien entendu le joueur arrive à rester présent et incisif au filet avec la raquette haute.

## Les coups mi-court
Il existe différents coups mi-court :
- La défense courte
- La défense longue
- La défense a plat
- Le drive
- Le Block
- Le saut d'interception

### Le drive
Le drive est un coup offensif car il a une trajectoire horizontale et rapide. Il a pour but de prendre de vitesse l'adversaire en le déplaçant latéralement pour ouvrir un maximum de terrain où en tirant directement sur le joueur adverse pour le gêner dans sa relance. Il peut donc contraindre l'adversaire à jouer un jeu défensif. On peut également l'utiliser pour accélérer le rythme d'un match.Pour effectuer un drive, il faut être positionné face au filet avec les jambes fléchies, sur la pointe des pieds, le buste légèrement penché vers l'avant. Le mouvement est réalisé avec un geste sec et rapide du poignet et de l'avant bras. La trajectoire du drive est particulière. Elle est horizontale au sol, très proche du filet, droite et parallèle aux lignes latérales du terrain. Le drive est un coup peu utilisé en simple à cause des dimensions du terrain, ce coup est plus fréquemment utilisé en double où les limites sont plus grandes. On peut effectuer ce coup après un smash ou un dégagement adverse raté.

#### Drive revers
Tout comme le drive coup droit, le drive revers est un coup qui permet de déplacer latéralement le joueur adverse pour ouvrir des espaces sur le terrain. Cependant son exécution se différencie légèrement. Le joueur doit tenir la raquette avec la prise revers (le pouce sur la surface large du grip, les autres doigts ferment la prise.) Enfin on donne un puissant coup avec l'avant bras et le poignet pour donner de la vitesse au volant.

### Les défenses
Défense courte (block court)
Défenses longue (block long)
Défense à plat
Comme leurs noms l'indiquent, ce sont tous des coups défensifs.

#### Préparation et exécution
Ces 3 défenses ont la même préparation, lorsque l'on est en défense et que l'adversaire va réaliser un smatch, il faut se mettre en position d'attente, plier légèrement les jambes et décoller les talons du sol (pour se déplacer plus rapidement). De plus il faut se décaler du côté de l'attaquant car cela permet d'intervenir plus rapidement. Le geste final se différencie principalement par la zone de réception du volant. Le geste débute par armer le bras légèrement derrière le corps. Puis il faut frapper le volant avec un mouvement de pronation de l'avant-bras. Le tamis est orienté vers le haut. Le coude reste fixe et proche du corps pendant la frappe.
Courte : On accompagne doucement le volant pour qu'il ait une trajectoire montante et très près du filet.
Longue : On cherche à envoyer le volant au fond du court, on donne donc de la vitesse au volant.
Plat : On réceptionne le volant entre l'épaule et la hanche pour pouvoir lui donner une trajectoire horizontale.
Revers : C'est le même geste du côté revers, le joueur utilise la prise revers et effectue un mouvement de gauche à droite (pour les droitiers).

#### La Défense longue et courte
La défense longue est un coup qui permet de trouver de la hauteur et de la longueur pour se donner du temps et ainsi se replacer. On utilise principalement cette technique lorsque l'adversaire fait un coup offensif et nous met en difficulté. Cette technique a pour but de faire reculer l'adversaire et ainsi créer une situation de contre attaque.
La défense courte est utilisée pour faire faire un grand déplacement à l'attaquant après son smash et ne pas lui laisser l'attaque. En revanche, elle peut être dangereuse si l'attaquant avance vite après son smash et se montre plus adroit que vous au filet. La prise de la raquette est également une prise universelle.Le but de ce coup est de "casser" le rythme de l'échange.

#### La défense à plat
La défense à plat sert à mettre l'adversaire en difficulté et prendre de vitesse l'attaquant. Cette défense est utilisée pour déborder l'attaquant après un smash moyen. Le volant doit avoir une trajectoire horizontale la plus rapide possible. Il n'est pas possible de réaliser une défense à plat sur un smash piqué. Pour exécuter ce coup, on doit frapper le volant entre la hanche et les épaules.

### Le saut d'interception
Le saut d'interception (ou saut chinois) est un coup frappé en suspension au milieu du terrain. Ces coups permettent d'intercepter et de renvoyer très rapidement le volant dans la surface adverse.
Ce type de coups évite au joueur de devoir courir après le volant et de se trouver ainsi en situation périlleuse. De plus il permet d'accélérer considérablement l'échange, ce qui surprend l'adversaire, car celui-ci voit revenir un volant dont il attendait initialement un avantage de jeu.